# Nededza
Nededza este o comună slovacă, aflată în districtul Žilina din regiunea Žilina, pe malul râului Kotrčiná⁠(d). Localitatea se află la altitudinea de 361 m deasupra n.m., se întinde pe o suprafață de 6,31 km2 și în 2017 număra 1.029 de locuitori.

## Istoric
Localitatea Nededza este atestată documentar din 1384.

## Demografie
| An:                | 1994 | 2004   | 2014   | 2024   |
| ------------------ | ---- | ------ | ------ | ------ |
| Număr de persoane: | 849  | 929    | 1016   | 1092   |
| Diferență:         |      | +9,42% | +9,36% | +7,48% |

| An:                | 2023 | 2024   |
| ------------------ | ---- | ------ |
| Număr de persoane: | 1075 | 1092   |
| Diferență:         |      | +1,58% |